# Kopan, Sambir
Kopan (în ucraineană Копань) este un sat în comuna Volea-Branețka din raionul Sambir, regiunea Liov, Ucraina.

## Demografie
Componența lingvistică a localității Kopan
     Ucraineană (100%)
Conform recensământului din 2001, toată populația localității Kopan era vorbitoare de ucraineană (100%).